# Sashi Rawal
Sashi Rawal is Nepalees muzikante en popzangeres.
Haar debuutalbum ENTRANCE kwam uit in 2007 met het nummer Chanana Sakiyo. Het tweede album Saathi met het nummer Timro Haat Samai verscheen in 2011.